# 翼州 (北周)
翼州，中国南北朝时设置的州。
北周天和元年（566年）置，治所在翼针县（今四川省茂县西北校场坝南）。为翼针郡治。辖境约当今四川省茂县西北部和黑水县东部。隋朝大业三年（607年）废。唐朝武德元年（618年）复置。治所在左封县（今四川省黑水县东南色尔古附近），六年移治翼针县（今四川省茂县西北校场坝北），咸亨三年（672年）移治悉州悉唐县（今四川省茂县西北维城附近），天宝元年（742年）改为临翼郡，乾元元年（758年）复为翼州。广德元年（763年）入于吐蕃。
翼州刺史
- 元仁观（武德年间）
- 李玄嗣（630年）
- 衡长孙（贞观年间）
- 蔺仁基（唐高宗时）
- 陆仁俭（687年—690年）
- 苏德瑶（武周时）
- 崔行集（开元年间）
- 柳赞